# Castillonuevo
Castillonuevo (baskisch Gazteluberri) ist eine Gemeinde (municipio) mit 15 Einwohnern (Stand: 2024) in der Autonomen Gemeinschaft Navarra. 

## Lokale Situation
Castillonuevo liegt zu Füßen des Bergrückens Sierra de Leyre und in einer Höhe von etwa 775 m. Pamplona liegt etwa 52 Kilometer westnordwestlich von Castillonuevo.

## Kultur und Sehenswürdigkeiten

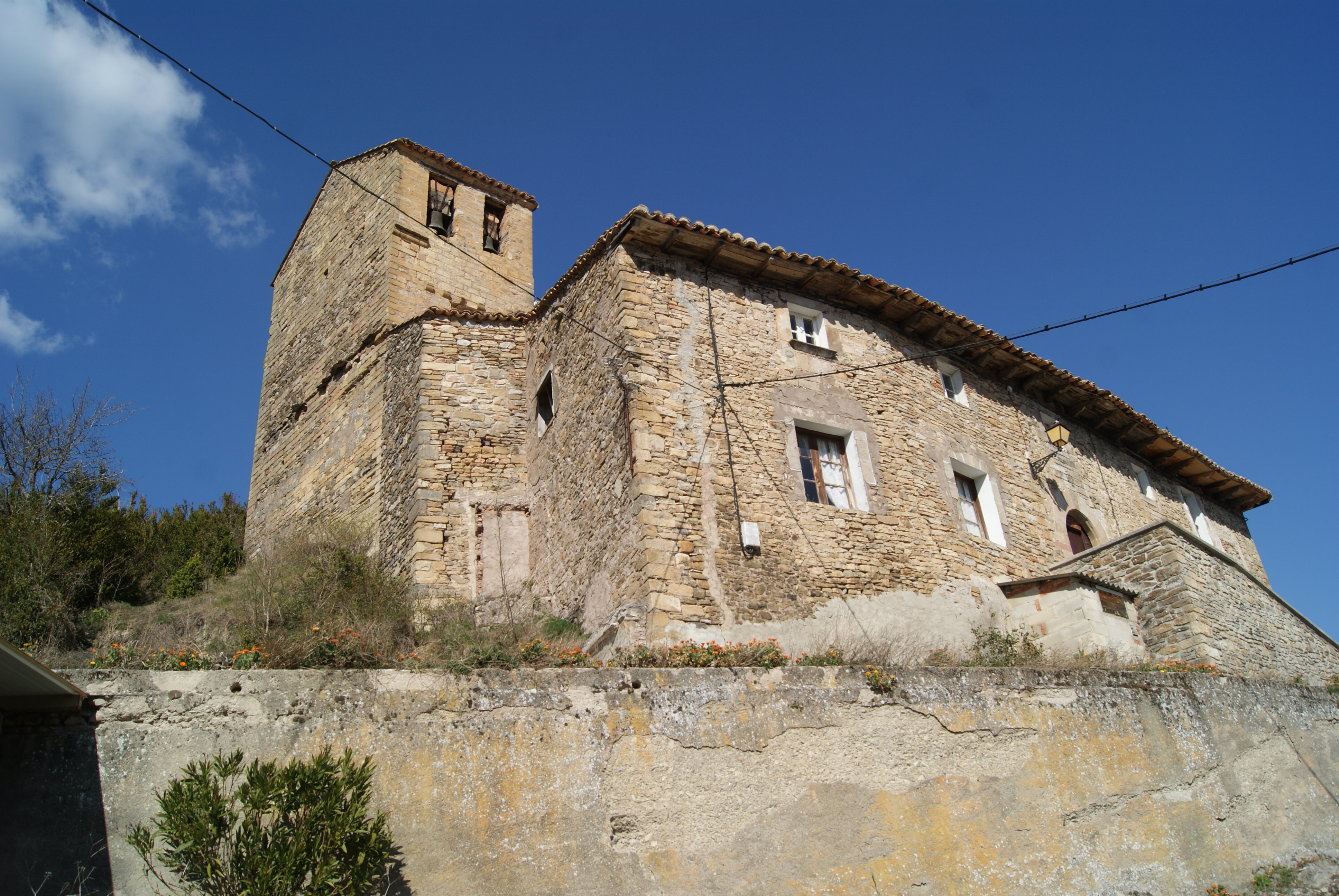
Martinskirche
- Andreaskapelle
- Julianenkapelle
- Viktorienkapelle
- Fakunduskapelle

- Martinskirche